# O Megalexandros
O Megalexandros (grec: Ο Μεγαλέξανδρος, Alexandre el Gran) és una pel·lícula grega del 1980 dirigida per Theo Angelópulos.

## Trama
La pel·lícula es basa en la massacre de Dilesi de 1870 durant la qual diversos bandits van segrestar turistes britànics i van demanar un rescat. La pel·lícula s'obre amb un personatge anomenat Alexandre el Gran que és el líder de l'alliberament dels bandolers de la presó.
Alexandre i els bandits han segrestat un grup d'aristòcrates britànics i els han portat a una comunitat agrària de les muntanyes que Alexandre, els vilatans i un grup d'anarquistes italians (que arriben més tard a la pel·lícula) estan intentant construir sobre un sistema de propietat pública i creences igualitàries. Demanen als aristòcrates que tornin la terra als vilatans, però les seves demandes no es compleixen quan els soldats envolten l'assentament.
Els anarquistes, a diferència d'Alexandre, intenten marxar però són assassinats pels soldats. Els soldats també maten els companys originals d'Alexandre. Alexandre mata els ostatges, i els vilatans assassinen Alexandre, en el que Vrasidas Karalis assenyala com una pràctica de la teofàgia, o menjar de Déu. L'únic supervivent és un nen. La càmera fa una panoràmica sobre Atenes i una veu en off diu: "Així és com Alexandre va entrar a les ciutats...."

## Repartiment
- Omero Antonutti - Alexandros
- Eva Kotamanidou - Germana d'Alexandros
- Mihalis Giannatos - Dragoumanos
- Grigoris Evangelatos - Mestre d'escola d'Alexandros
- Miranda Kounelaki - Mrs. Tzelepis
- Laura De Marchi - Anarquista italiana
- Toula Stathopoulou - vilatana
- Thanos Grammenos - vilatà
- Haris Pisimisis - Haralabos Pisimisis
- Christoferos Nezer - Mr. Tzelepis
- Francesco Carnelutti - Anarquista italià
- Norman Mozzato - anarquista italià
- Brizio Montinario - anarquista italià
- Claude Betan - anarquista italià
- Ilias Zafeiropoulos - Alexandros de petit

## Producció
La pel·lícula va ser finançada pel mateix Angelopoulos juntament amb l'ajuda de la televisió alemanya i italiana. El text font és The Book of Megalexandros and the Dilesi Massacre de 1972.

## Estil
Angelópulos ha dit sobre la seva pròpia pel·lícula: "El primer que cal dir és que és la pel·lícula més senzilla que he fet fins ara. El seu progrés és lineal i no ha desenvolupat la seva forma estilística en el curs del muntatge com la altres pel·lícules. No hi ha salts cronològics, la pel·lícula comença la nit de Cap d'Any de 1900 i continua a partir d'aquí, excepte la seqüència final en què el petit Alexandros es converteix en Megalexandros i marxa cap a la ciutat, que és una ciutat moderna, actual Atenes, de fet, en contrast amb el món rural de principis de segle de la resta de la pel·lícula. Quan el petit Alexandros entra a la ciutat, porta tota l'experiència del segle amb ell. Ha guanyat una experiència total de la vida, el sexe i la mort, i sobre això hi ha un gran signe d'interrogació. Quant de temps durarà la nit i quan sortirà un nou dia?".

## Reacció i interpretació
Si bé Dan Georgakas escriu que O Megalexandros no va tenir una bona acollida crítica quan es va publicar per primera vegada, tot i que la pel·lícula ha tingut una bona acollida en festivals internacionals. Tanmateix, encara no té una versió de la Regió 1. En una nota del programa, un crític anomenat K.J assenyala que "Només un cineasta amb l'atreviment d'Angelopoulos intentaria traduir la seva visió èpica de Grècia al cinema".
Dougal MacDonald opina menys favorablement: "És aquesta [tècnica de plans llargs i panoràmiques lentes] la que ha portat a molts assistents al festival a un estat d'èxtasi, a afirmar que això és imaginatiu i de què tracta realment el cinema. També hi ha un petit grup (al qual hi pertanyo) que sosté que una vegada és imaginació, dues vegades és repetició i tres vegades i després és una barreja de pretensió i avorriment. Es pot fer un rodatge així en el sentit de les agulles del rellotge o en el sentit contrari en una dimensió. l'avorriment insisteix en el moviment en una altra dimensió o en el descobriment d'una nova joguina creativa. En no adonar-se d'això, Angelópulos ha embrutat la seva pel·lícula pel que evidentment pretenia que fos la seva principal característica creativa." Una ressenya de Time Out va elogiar el treball com una "demostració implacable de brillantor estilística", però també va afirmar que "deixa preguntar-se per què la paràbola no és més desafiant i el seu punt menys previsible."
Vrasidas Karalis escriu que la pel·lícula reflecteix l'estat contemporani del messianisme polític on la gent es veu com a líders que han de dur a terme una missió històrica específica. Ho compara amb el culte a la personalitat de Jim Jones a Jonestown. Karalis afegeix que Angelópulos va reflectir la pintura popular i "l'ordenació espacial de la iconografia bizantina", assenyalant la prevalença del moviment lent, l'acció fora de la càmera i l'ús de colors terrosos.

## Premis
| Festival de cinema                              | Premi                                  | Recipient         | Resultat  |
| ----------------------------------------------- | -------------------------------------- | ----------------- | --------- |
| 37a Mostra Internacional de Cinema de Venècia   | Lleó d’Or a la pel·lícula experimental | Theo Angelópulos  | Guanyador |
| 37a Mostra Internacional de Cinema de Venècia   | Premi FIPRESCI                         | Theo Angelopoulos | Guanyador |
| Unió Panhel·lènica de Crítics de Cinema (PHUCC) | Millor pel·lícula                      | Theo Angelopoulos | Guanyador |
| Festival Internacional de Cinema de Tessalònica | Premi daurat                           | Theo Angelopoulos | Guanyador |
| Festival Internacional de Cinema de Tessalònica | Millor pel·lícula                      | Theo Angelopoulos | Guanyador |
| Festival Internacional de Cinema de Tessalònica | Millor fotografia                      | Arvanitis Giorgos | Guanyador |
| Festival Internacional de Cinema de Tessalònica | Millor escenografia                    | Karapiperis Mikes | Guanyador |
| Festival Internacional de Cinema de Tessalònica | Millor so                              | Lazaridis Argyris | Guanyador |